# Neurogomphus uelensis
Neurogomphus uelensis – gatunek ważki z rodziny gadziogłówkowatych (Gomphidae).